# Moretonhampstead
Moretonhampstead – miasto w Wielkiej Brytanii, w Anglii w hrabstwie Devon, położone na skraju Parku Narodowego Dartmoor w dolinie Wray. W 2002 roku uzyskała tytuł Village of the Year. Mimo oficjalnego statusu miasta miejscowość zachowuje wiejski charakter. 

## Zabytki
- Almshouses - domy w stylu jakobińskim z XVII wieku[2]
- Mearsdon Manor - dworek z XIII wieku zbudowany przez księcia Devonu, Philipa Courtenaya.

## Nazwa
Pochodzi od saksońskiego słowa mortun oznaczającego teren w pobliżu wrzosowiska. Drugi człon - "Hampstead" dodano później. Jest uważana za najdłuższą pojedynczą nazwę miejscowości w Anglii.

## Miasto partnerskie
- Betton